# Mascarenhasia lanceolata
Mascarenhasia lanceolata är en oleanderväxtart som beskrevs av A. Dc.. Mascarenhasia lanceolata ingår i släktet Mascarenhasia och familjen oleanderväxter. Inga underarter finns listade i Catalogue of Life.